# Monchy-sur-Eu
Monchy-sur-Eu é uma comuna francesa na região administrativa da Normandia, no departamento de Sena Marítimo. Estende-se por uma área de 9,02 km². Em 2010 a comuna tinha 599 habitantes (densidade: 66,4 hab./km²).